# Montreal Maroons

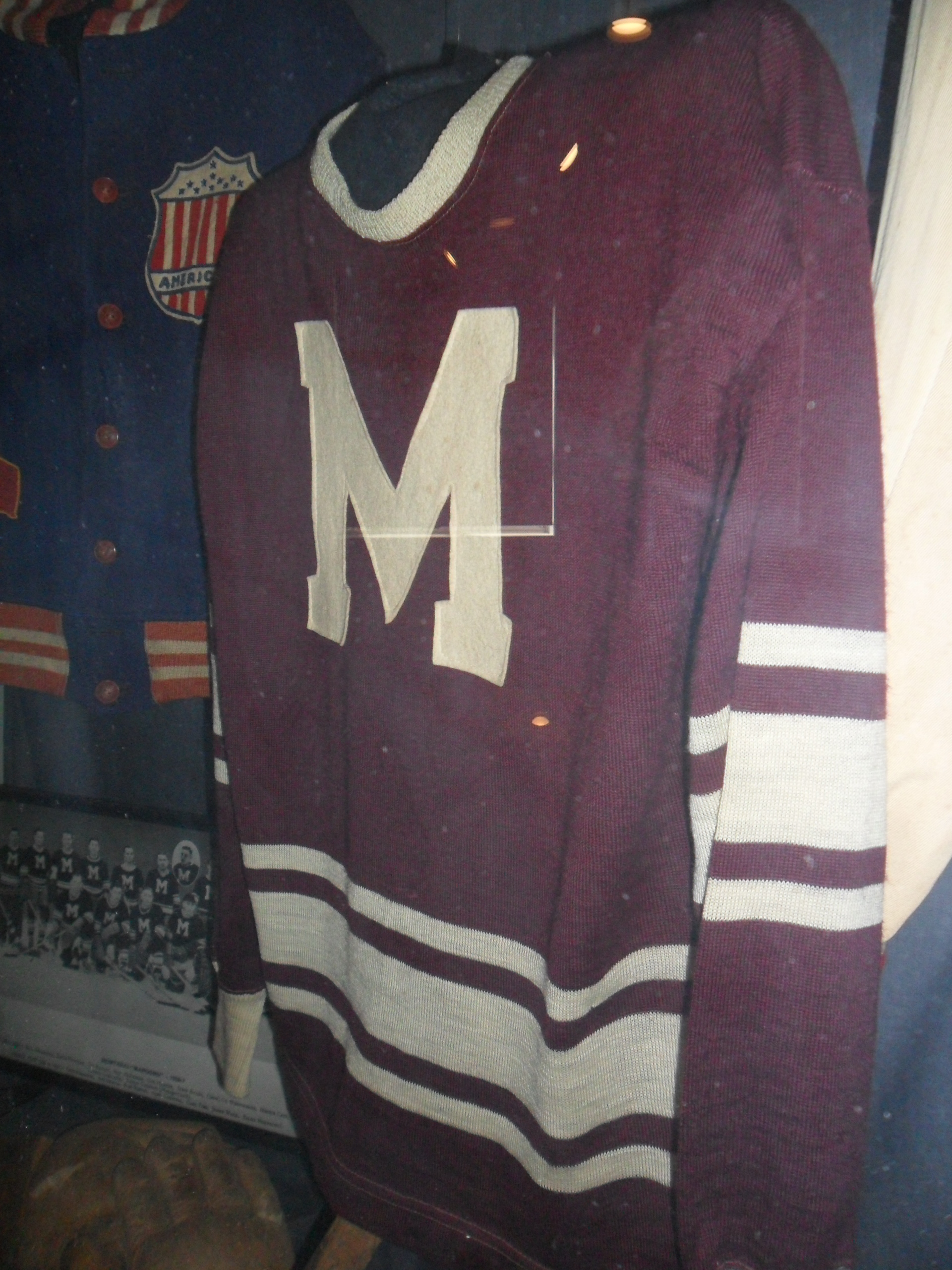
Camiseta usada por el equipo Montreal Maroons

Los Montreal Maroons eran un equipo profesional de hockey sobre hielo de Montreal. Participaron en la National Hockey League desde la temporada 1924-25 hasta la temporada 1937-38, ganando la Stanley Cup en la 1925-26 y en la 1934-35. Fueron el penúltimo equipo en desparecer antes de la era de los Original Six. La NHL había prometido reconstruir la franquicia (que había sido comprada por gente interesada en tener un equipo en Filadelfia) después de la Segunda Guerra Mundial, junto con los New York Americans, pero rechazaron finalmente, quedando entonces la competición en sólo 6 equipos. Los Maroons fueron también los últimos que no pertenecían al Original Six en ganar la Stanley Cup hasta que lo hicieron los Philadelphia Flyers en 1974.
Los Maroons se incorporaron a la liga en 1924 junto con los Boston Bruins, el primer equipo estadounidense. A su vez, los Maroons eran uno de los dos equipos de la ciudad de Montreal que participaban en la competición. Mientras que los Montreal Canadiens atrajeron la atención en un principio de los aficionados francófonos, los Maroons antrajeron a los vecinos anglófonos de Montreal. Los desaparecidos Montreal Wanderers habían sido objetivo de aficionados de habla inglesa hasta que desaparecieron tras seis partidos en su primera temporada.
Los Maroons participaron en el partido de playoff más largo de la historia de la NHL, acaecido los días 24 y 25 de marzo de 1936 perdiendo al final por 1-0 frente a los Detroit Red Wings tras 2 horas y 54 minutos y medio de partido.
Los jugadores más famosos de este equipo eran Nels Stewart, Hooley Smith, Babe Siebert, y Clint Benedict.
El último jugador de los Maroons que se mantuvo en activo fue Herb Cain, quien abandonó la NHL en 1946.
- Datos: Q546280
- Multimedia: Montreal Maroons / Q546280